# Parque Primero de Mayo
El Parque Primero de Mayo junto con el Parque San Cristóbal conforman la unidad deportiva más importantes del suroriente de Bogotá.
El parque se encuentra ubicado en la localidad de San Cristóbal, espeficiamente entre las Calles 18B y 19 Sur con Carrera 5 y 2A.
Es un parque de amplia vocación deportiva el cual se caracteriza por su Velódromo Primero de Mayo. Además sus predios cuentan con un coliseo cubierto, canchas de voleibol, futsal, baloncesto y hockey como con pistas de patinaje, atletismo, bicicrós y una biblioteca.